# Rudolf von Wart

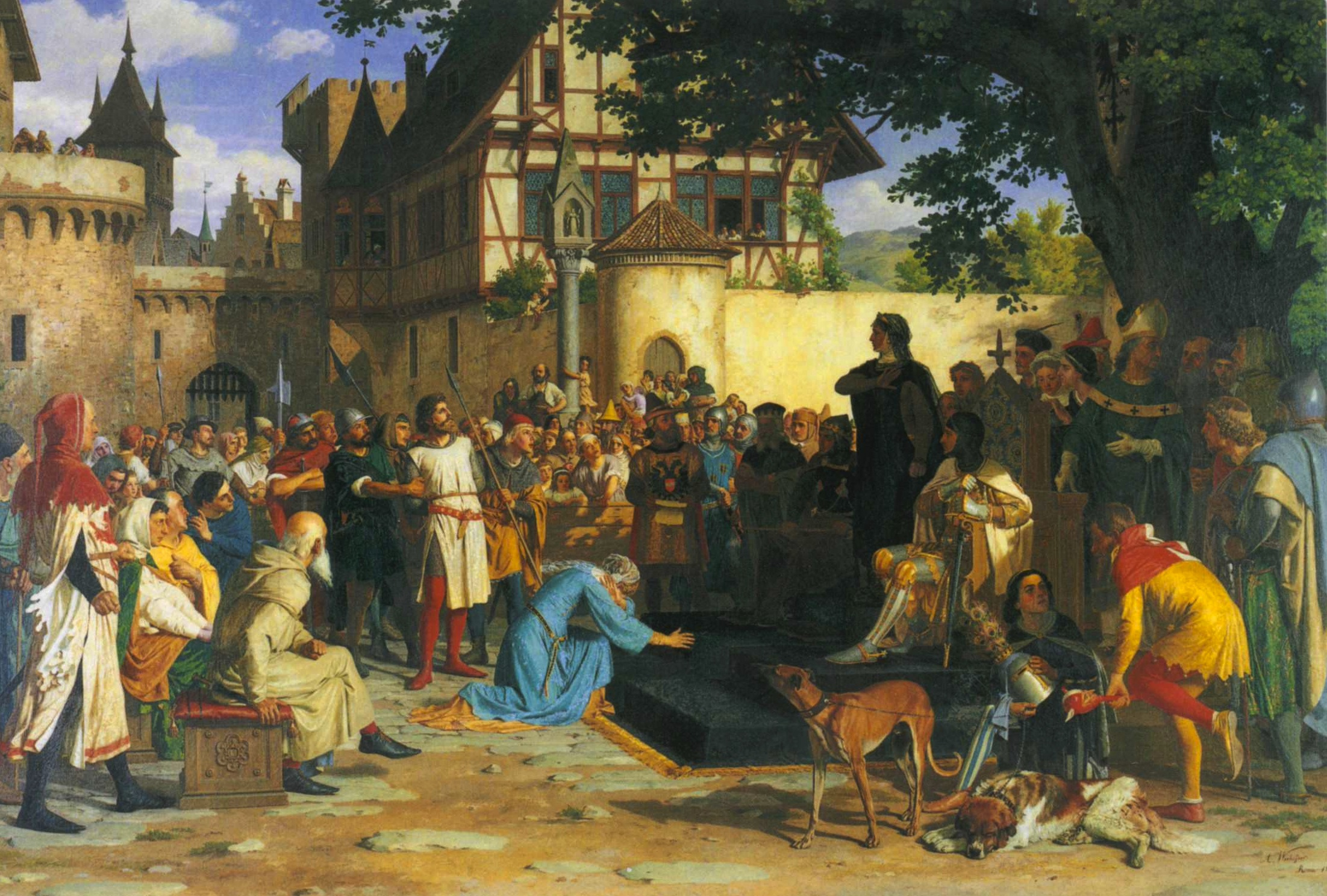
Rudolf von Warts Gattin Gertrud von Balm fleht vor Agnes von Ungarn um das Leben ihres Mannes. Gemälde von August Weckesser

Rudolf von Wart (belegt ab 1274; † 1309) war der historisch wichtigste Vertreter des Geschlechts der Freiherren von Wart.
Er war Herr zu Falkenstein in der Klus bei Balsthal und zu Multberg bei Pfungen, verheiratet mit Gertrud von Balm. Er unterstützte Johann von Schwaben bei der Ermordung von König Albrecht I. In der Blutrache wurden seine Burgen zerstört, während er auf dem Weg nach Avignon war, um vom Papst Absolution zu erlangen. Er wurde in Frankreich erkannt und an Herzog Leopold ausgeliefert und wahrscheinlich in Brugg gerädert.